# Mangbetu
Els mangbetu són un poble de la República Democràtica del Congo, viuen a la Província Oriental (Congo). Parlen una llengua anomenada mangbetu, en anglès i kingbetu en la llengua regional de Lingala, però els mangbetu en diuen nemangbetu. Formen part del grup de les llengües niloticosaharianes. Una característica única del mangbetu és que tenen tant una veu com la vibrant bilabial sonora.

## Cultura

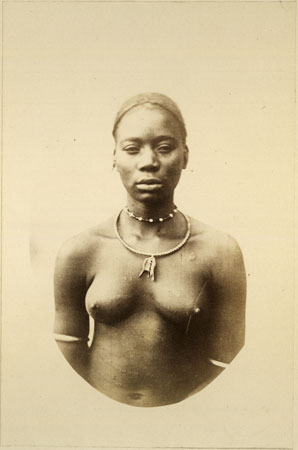
Dones mangbetu al

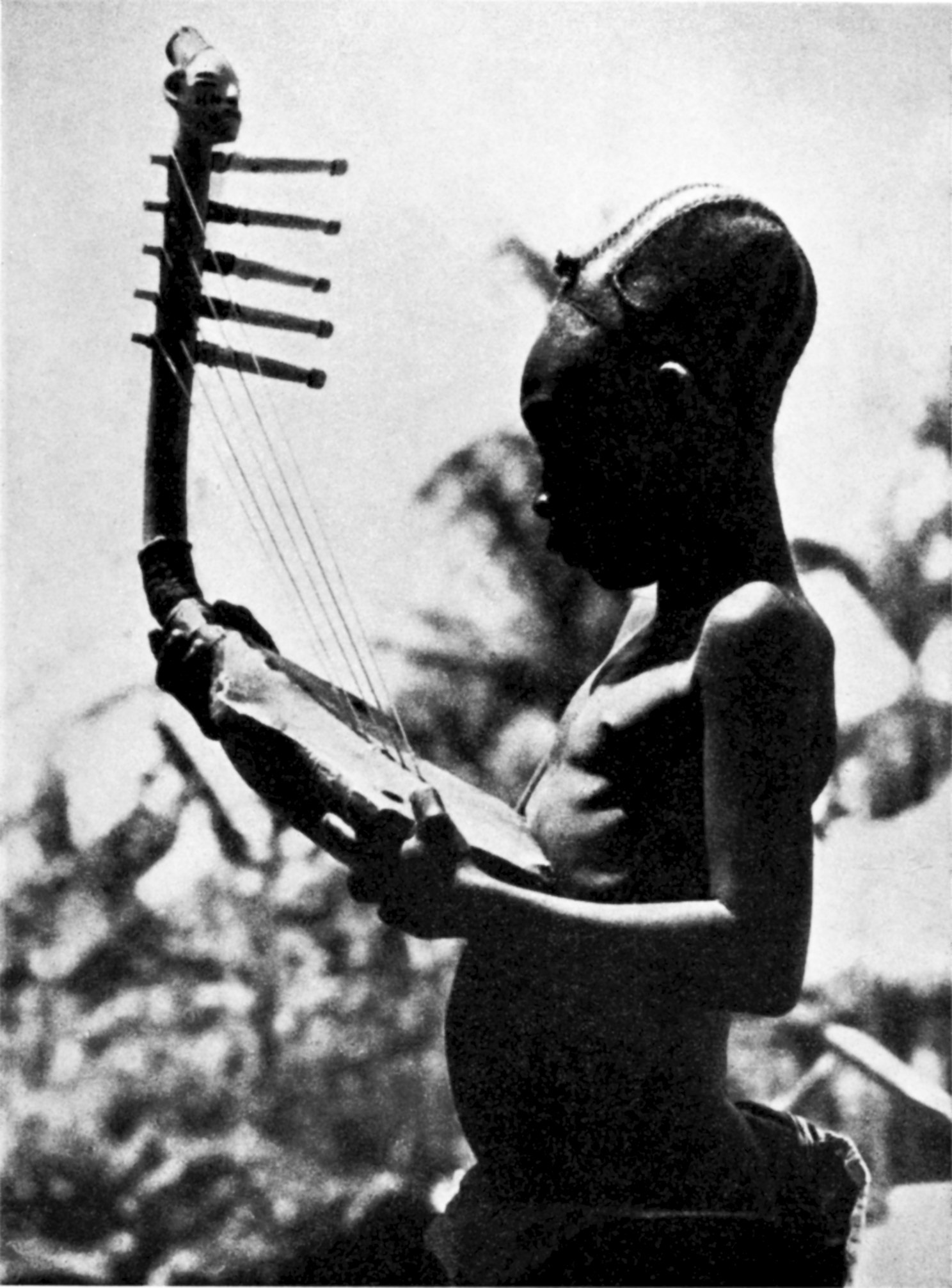
Un home mangbetu tocant un instrument

Els mangbetu són coneguts pel seu alt desenvolupament en l'art i la música. Un dels instruments associats a ells és la guitarra o arpa mangbetu”.
Els musicòlegs també s'han interessat a fer enregistraments d'àudio i vídeo dels mangbetu.
Els mangbetu cridaven l'atenció dels exploradors per la forma allargada del seu cap. Tradicionalment, els mangbetu embolicaven el cap dels seus fills amb roba per aconseguir una deformació craniana artificial i aconseguir així una aparença distintiva. Aquesta pràctica es va començar a abandonar als voltants de l'any 1950 amb l'arribada d'europeus i una certa occidentalització. A causa d'aquesta aparença seva, és fàcil reconèixer les figures mangbetu dins l'art africà.

## Història
A principis del segle xviii els mangbetu havien consistit en una sèrie de petits clans que, a partir de les migracions cap al sud, van entrar en contacte amb una sèrie d'emigrants del nord, els bantu, vivint amb la parla barrejada. Al segle xviii un grup d'elit de parla mangbetu, principalment dels clans mabiti, va assumir el control d'altres clans mangbetu i moltes tribus de parla bantu veïns. És probable que el seu coneixement del ferro i del coure, mitjançant el qual es van fer les armes i adorns, els donés un avantatge militar i econòmica sobre els seus veïns.

## La qüestió del canibalisme
Estudis recents parlen dels mangbetu com un poble històricament caníbal. Segons els homes mangbetu entrevistats al documental Spirits of Defiance: The Mangbetu People of Zaire creuen que molts dels seus avantpassats eren caníbals. David Lewis afirma que arran d'un desordre causat pels suahili als anys 1880, hi va haver una “onada de caníbals inveterats com bakusa a tetela, els mangbetu i part dels zandes. No obstant això, Keim manté que moltes de les descripcions del canibalisme no es basen en un “treball de camp acurat a l'Àfrica sinó en descripcions europees amb molts dels prejudicis del segle xix respecte al continent negre”.